# Ett steg till
Ett steg till är ett livealbum av Pugh Rogefeldt och bandet Rainrock, utgivet som dubbel-LP 1975. På skivan medverkar även Ola Magnell och Janne Lucas Persson. Versionen av "Små lätta moln" som inleder albumet har med tiden blivit mer känd än originalversionen som lanserades på Ja, dä ä dä 1969.
Albumet är inspelat 1–3 december 1974 i Kristianstads konserthus, Helsingborgs konserthus och Halmstads teater, med kompletterande pålägg gjorda i Metronome Studio. Ett steg till debuterade på Kvällstoppen 25 mars 1975 och låg på listan 22 veckor fram tills den lades ner i augusti. Albumet nådde som bäst placering #3.
Skivan innehöll ett flertal nya låtar från Rogefeldt, däribland "Vandrar i ett regn". Under konserterna framfördes även klassiska stycken av Persson. Skivan sålde i över 100 000 exemplar.
I oktober 1989 återförenades Rogefeldt, Rainrock, Magnell och Persson för att spela på Melody Electric Café i Stockholm. Där framförde de Ett steg till från början till slut med undantag av låtarna "Långt ute på landet" och "Jesus".
Ett steg till är en av titlarna i boken Tusen svenska klassiker (2009).

## Låtlista
1. "Små lätta moln" (Pugh Rogefeldt) - 3:11
2. "You Got a Boy Friend" (Ola Magnell) - 1:55
3. "Hog Farm" (Pugh Rogefeldt) - 4:10
4. "Påtalåten" (Ola Magnell) - 3:16
5. "Vandrar i ett regn" (Pugh Rogefeldt) - 3:35
6. "Blus-blues" (Ola Magnell) - 2:59
7. "Solseggietto" (Carl Philipp Emanuel Bach) - 2:05
8. "Storseglet" (Pugh Rogefeldt) - 10:04
9. "Funderingen" (Janne "Lucas" Persson) - 2:57
10. "På festplatsen" (Thornquist) - 1:11
11. "Finns det lite stolthet kvar, finns det också hopp om bättring" (E. King, Pugh Rogefeldt) - 2:52
12. "Flickornas Laban" (Pugh Rogefeldt) - 10:39
13. "Långt ut på landet" (V. Vliet, Pugh Rogefeldt) - 3:06
14. "Amerika" (Pugh Rogefeldt) - 3:28
15. "Afrika" (Nocentelli, Neville, Modeliste, Porter Jr., Pugh Rogefeldt) - 5:52
16. "Jesus" (Pugh Rogefeldt) - 6:59
17. "Ett steg till" (Manning, Pugh Rogefeldt) - 6:11

## Listplaceringar
| Lista (1975–1976) | Topplacering |
| ----------------- | ------------ |
| Sverige           | 24           |

### Fotnoter
1. 1 2 3  Gradvall et al (2009), #430
2. ↑  Swedishcharts - Ett steg till på den svenska albumlistan